# Чарльз, Никола
Нико́ла Ча́рльз (англ. Nicola Charles), урождённая — Никола Карен Лич (англ. Nicola Karen Leach; 22 декабря 1969, Бромсгроув, Вустершир, Англия, Великобритания) — английская актриса

, фотомодель, танцовщица

 и предпринимательница.

## Биография и карьера
Никола Карен Лич (имя Чарльз при рождении) родилась 22 декабря 1969 года в Бромсгроуве (графство Вустершир, Англия, Великобритания).
Никола начала свою карьеру в конце 1980-х годов в качестве танцовщицы и фотомодели. С 1996 по 2016 год она сыграла в четырёх фильмах и телесериалах, была занята в съёмках 222 эпизодов мыльной оперы «Соседи», в которой исполнила роль Сары Бомонт.

## Личная жизнь
С 1993 по 1997 год Чарльз была замужем за кикбоксером Шоном Кокрейном.
С 2003 по 2008 год Чарльз была замужем за актёром Джейсоном Бэрри, от которого у неё есть две дочери — Фрейя Лола Скай Бэрри (род. в январе 2005) и Новуа Игрид Мэгги Бэрри (род. 27 июля 2007).
С 2012 по 2018 год Чарльз была замужем за диджеем Марком Таббернером, от которого у неё есть сын — Арчи Таббернер (род. 26 июля 2010).